# It’s Monk’s Time
It’s Monk’s Time ist ein Album von Thelonious Monk. Die Aufnahmen, die im New Yorker Columbia Studio am 29. und 30. Januar 1964 sowie am 10. Februar 1964 und am 9. März 1964 entstanden waren, erschienen 1964 bei Columbia Records als Langspielplatte und 1999 erstmals als Compact Disc. Im Jahr 2003 veröffentlichte Columbia in der Reihe Legacy eine erweiterte Ausgabe von It’s Monk’s Time mit drei Bonustracks, von denen zwei zuvor unveröffentlicht waren.

## Hintergrund
It’s Monk’s Time enthielt drei Originalkompositionen des Pianisten und drei Jazzstandards. Es war das erste Album Monks mit dem Schlagzeuger Ben Riley, der als Ersatz für den in der letzten Januarwoche völlig überraschend ausscheidenden Frankie Dunlop eingewechselt wurde. Der Bassist war – wie bereits beim Vorgängeralbum Big Band and Quartet in Concert – Butch Warren; das Quartett vervollständigte der Tenorsaxophonist Charlie Rouse.
Die Band tat sich schwer mit der Einspielung: Bei der allerersten Sitzung, die eher den Charakter einer Probe hatte, entstand nur ein einziger Titel, ein Solostück Monks, am Folgetag ein Stück mit dem Quartett. Am 10. Februar wurden in sechs Studiostunden nur zwei Titel fertig.
Unmittelbar erkennbar sind im Monks Spiel die Stile der Stride-Legenden, von dem bekannten Willie The Lion Smith und James P. Johnson über das etwas obskurere und entschieden hektischere Spiel von Cliff Jackson bis hin zum Ragtime-Ansatz von Walter L. Rose.
Der Titel des Albums erwies sich als etwas prophetisch, schrieb Lindsay Planer, da das Time Magazine Monk als Titelmotiv für die Ausgabe vom 28. Februar 1964 vorstellte.

## Titelliste
Thelonious Monk – It’s Monk’s Time (Columbia – CS 8984)
A-Seite
1. Lulu’s Back in Town (Al Dubin, Harry Warren) – 9:55
2. Memories of You (Andy Razaf, Eubie Blake) – 6:06
3. Stuffy Turkey (Monk) – 8:16

B-Seite
1. Brake’s Sake (Monk) – 12:29
2. Nice Work If You Can Get It (George Gershwin, Ira Gershwin) – 4:15
3. Shuffle Boil (Monk) – 7:09

Bonustracks (CD-Edition)
1. Epistrophy (Take 1) (Kenny Clarke, Th. Monk) 5:04
2. Nice Work If You Can Get It (Take 2) (G. & I. Gershwin) 4:06
3. Shuffle Boil (Take 5) (Monk) 4:51

### Aufnahmedaten
Nice Work If You Can Geit It (Piano solo) entstand am 29. Januar 1964, Shuffy Turkey am 30. Januar. Lulu’s Back in Town und Brake’s Sake wurden am 10. Februar 1964, Memories of You und Suffle Boil am 9. März 1964 aufgenommen.

## Rezeption
Lindsay Planer meinte in AllMusic, It’s Monk’s Time enthalte „einige der besten – wenn nicht gar die besten – Studioseiten, die der Pianist in seinen letzten Jahren als Musiker aufgenommen hat.“ In Monks flinker Tastenarbeit stecke ein Hauch von Verspieltheit, meint der Autor, insbesondere bei der wunderbaren, unbegleiteten Eröffnung von Lulu’s Back in Town, und die gleiche geradezu schelmische Qualität treibt auch die Solo-Performance von Nice Work if You Can Get It an. Beide Popstandards seien Paradebeispiele für den unnachahmlichen Ansatz des Bop-Pioniers beim Arrangieren und bieten auch einen beeindruckenden Einblick in seine Einflüsse.
Nach Ansicht von Thomas Fitterling sei „der Trend von der spitzen Spröde zur leichtfüßigen Eleganz“ typisch für dieses Album. Während die Monk-Komposition Brake’s Sake einen „fast enttäuschend einfachen“ AABA-Aufbau habe, sei Brake’s Sake ein „äußerst originelles Thema vom besten Monkschen Schrot und Korn.“

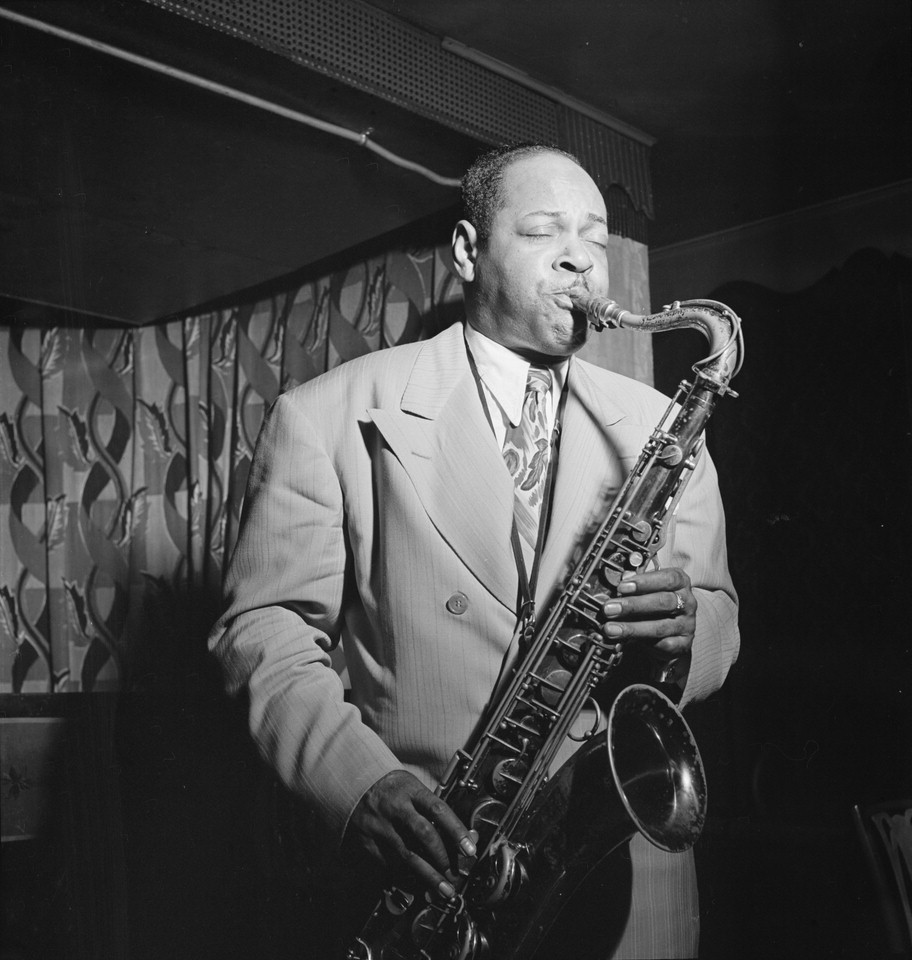
Coleman Hawkins im Spotlite Club, etwa September 1947.
Fotografie von William P. Gottlieb.

Robert R. Calder ging in seiner Rezension in Pop Matters (2003) auf die Rolle von Charlie Rouse im Monk-Quartett ein; „Charlie Rouse war ewig unterschätzt; mehr als jeder andere Opfer einer Reihe von Aufnahmen, die er und Thelonious Monk mit ausnahmslos erstklassigen Bassisten und Schlagzeugern gemacht hatten. Wenn Rezensenten des Quartetts überdrüssig wurden, wurde Rouse die Schuld gegeben. Es gibt jedoch selten einen anderen Grund zu ermüden als den Vergleich mit etwas noch Besserem von denselben Männern“, meinte der Autor. Monk hätte stets darauf bestanden, schrieb Calder weiter, „dass seine Sidemen über seine melodischen Linien improvisierten, nicht bloß über die zugrundeliegenden harmonischen Strukturen. (...) Auf der anderen Seite wurde Rouse als übermäßig kompatibel kritisiert, obwohl Humphrey Lyttelton, als er nach einem Beispiel für eine Aufnahme suchte, bei der der Sideman über dem Leader stand, einen Rouse-Titel mit Monk auswählte. Rouses Meisterstück befindet sich in einer obskuren Session mit dem brillanten, früh verstorbenen Bop-Pianisten Sonny Clark, in der seine Nähe zu Coleman Hawkins am offensichtlichsten ist. (...) Man höre etwa Rouse mit Hawkins und Phil Woods in Benny Carters brillantem Album Further Definitions. (...) Rouses Stil enthielt eine Menge Geschichte und anstatt (wie bei anderen) nur ein Destillat des bisherigen Jazz zu sein, war Monks [Stil] eine kritische Synthese.“
Stuffy Turkey, eine weniger bekannte Jomposition von Thelonious Monk, schrieb Nete Chinen in WBGO; zusammen mit Rouses charakteristisch trockenem und gelassenem Solo lohne es sich, den Track hinsichtlich Monks Klavierimprovisation zu untersuchen, die um die 3:25-Marke beginnt. Er formuliert die Melodie des Stücks auf verschiedene Weise um und lässt viel Platz zwischen den Punktierungszeichen. Während eines Abschnitts, der um 4:05 beginnt, scheint er fast für einen Phantom-Bläser-Solisten zu komponieren, so der Autor. It’s Monk’s Time mache mit drei Jazzstandards und drei Monk-Kompositionen, von denen Stuffy Turkey eine ist, sicherlich einen guten Schritt nach vorne. Aber man könnte argumentieren, dass Stuffy Turkey eine Art Co-Kreation sei, da Monk den A-Teil der Melodie offen auf einem von Coleman Hawkins stammenden Stück namens Stuffy von 1945 basiert.
Es gebe einige Debatten darüber, so Chinen, ob Stuffy eine echte Hawkins-Komposition war oder etwas, das er mit dem Pianisten Charles Thompson komponiert hatte, meinte Nate Chinen weiter. Wie Robin D.G. Kelley in Thelonious Monk: The Life and Times of an American Original vorschlägt: „Thelonious verband die Melodie mit Hawkins und nahm sie angesichts ihrer wiedererwachenden Freundschaft in dieser Zeit wahrscheinlich als Hommage an ihn auf.“ Monks Änderungen an der Melodie seien geringfügig, aber bedeutend: Er schaffe eine neue Bridge und präge den Verlauf mit seinem eigenen unverwechselbaren Stil.